# Прісноводні заболочені ліси Суматри
Прісноводні заболочені ліси Суматри (ідентифікатор WWF: IM0157) — індомалайський екорегіон тропічних та субтропічних вологих широколистяних лісів, розташований на Суматрі.

## Географія
Екорегіон прісноводних заболочених лісів Суматри охоплює кілька заболочених ділянок, розташованих на сході острова Суматра, найзахіднішого в групі Великих Зонських островів. Більшість з них розташовані у перехідній зоні між торф'яно-болотними лісами, поширеними у прибережних районах острова, та рівнинними дощовими лісами, поширеними у внутрішніх районах Суматри.

## Клімат
В межах екорегіону домінує вологий екваторіальний клімат (Af за класифікацією кліматів Кеппена). Середня температура тут становить 27-28 °C і залишається стабільною протягом всього року, а середньорічна кількість опадів становить приблизно 2500 мм. Сухий сезон, коли середньорічна кількість опадів становить менше 100 мм, на Суматрі триває менше 3 місяців.

## Флора
Рослинний покрив екорегіону представлений прісноводними заболоченими лісами, які ростуть у заплавах річок та періодично затоплюються водою. На відміну від торф'яно-болотних лісів, органічний осад тут не накопичується, утворюючи потужний шар торфу, а вимивається річковою водою. Проточна вода робить ґрунти в заплавах менш кислими, ніж у торф'яно-болотних лісах. 
Високе різноманіття типів родючих алювіальних ґрунтів та тривалість періодів затоплення сприяють високому різноманіттю типів рослинності, від боліт та заболочених луків до затоплюваних лісів, у яких переважають пальми та пандани, та до лісів, структура яких подібна до навколишніх дощових лісів. У деяких частинах екорегіону переважають дерева з характерними повітряними коренями або пневматофорами, які дозволяють їм дихати у безкисневому мілководді, подібно до мангрових дерев, та переживати тривалі періоди затоплення.
Серед дерев, поширених у затоплюваних лісах Суматри, слід відзначити видовжений діптерокарпус (Dipterocarpus elongatus), суматранську шорею (Shorea sumatrana), палембанзьку шорею (Shorea palembanica), червоне балау (Shorea balangeran), вухату кампносперму (Campnosperma auriculatum), болотяне манго (Mangifera paludosa), дерево пудау (Artocarpus kemando), отруйний паратокарпус (Parartocarpus venenosa), приквіткову баккорею (Baccaurea bracteata), неоскортехінію Кінга (Neoscortechinia kingii), токбрайське дерево (Blumeodendron tokbrai) та емерджентну пневматофорову олстонію (Alstonia pneumatophora), яка досягає більш ніж 50 м заввишки.
В лісах регіону поширені різні види адін (Adina spp.), олстоній (Alstonia spp.), кампносперм (Campnosperma spp.), ділленій (Dillenia spp.), дієр (Dyera spp.), коралових дерев (Erythrina spp.), євгеній (Eugenia spp.), фікусів (Ficus spp.), глют (Gluta spp.), лофопеталумів (Lophopetalum spp.), маллотусів (Mallotus spp.), меміцилонів (Memecylon spp.), панданів (Pandanus spp.), пентаспадоній (Pentaspadon spp.), шорей (Shorea spp.) та ватік (Vatica spp.), а також характерні болотяні пальми, зокрема пальми нібунг (Oncosperma tigillarium), пальми кепанг (Pholidocarpus macrocarpus) та купчасті болотяні пальми (Eleiodoxa conferta). На півдні регіону зустрічаються великі насадження плакучої мелалеуки (Melaleuca leucadendra), а уздовж річок — чисті насадження пальм ніпа (Nypa fruticans). 
Під деревами у заболочених лісах ростуть ротангові пальми, зокрема колінчасті ротанги (Daemonorops geniculata), гілчасті ротанги (Korthalsia flagellaris), кремезні ротанги (Korthalsia robusta) та сизі ротанги (Calamus caesius). Також в цих лісах зустрічаються різноманітні папороті, зокрема в'юнкі папороті (Stenochlaena palustris), листя та пагони якої використовуються у традиційній медицині, та епіфітні стрічкові папороті (Haplopteris elongata).

## Фауна
Фауна прісноводних заболочених лісів Суматри значно різноманітніша за фауну торф'яно-болотних лісів і більше схожа на фауну рівнинних дощових лісів острова. У лісах, що ростуть в заплавах річок Суматри, зустрічаються деякі рідкісні великі ссавці, зокрема суматранські слони (Elephas maximus sumatranus), суматранські тигри (Panthera tigris sumatrae), чепрачні тапіри (Tapirus indicus) та суматранські носороги (Dicerorhinus sumatrensis). Ці тварини перебувають на межі зникнення, а їх популяція не перевищує кількох сотень особин.
Серед хижих ссавців, поширених в регіоні, слід відзначити малайського ведмедя (Helarctos malayanus), борнейську пантеру (Neofelis diardi), суматранського кота (Prionailurus planiceps), мармурову кішку (Pardofelis marmorata), суматранську видру (Lutra sumatrana), азійську видру (Aonyx cinereus), видрову цивету (Cynogale bennettii), трисмугу цивету (Arctogalidia trivirgata), малайську віверу (Viverra tangalunga), азійського мусанга (Paradoxurus hermaphroditus) та бінтуронга (Arctictis binturong). По деревам пересуваються численні мавпи, зокрема макаки-крабоїди (Macaca fascicularis), південні свинохвості макаки (Macaca nemestrina), сріблясті лутунги (Trachypithecus cristatus), суматранські білорукі гібони (Hylobates lar vestitus) та звичайні сіаманги (Symphalangus syndactylus), найбільші гібони Суматри. Серед інших ссавців, поширених в регіоні, слід відзначити індійського замбара (Rusa unicolor), індійського мунтжака (Muntiacus muntjak), великого оленька (Tragulus napu), смугасту свиню (Sus scrofa vittatus), бородату свиню (Sus barbatus), кремову велетенську білку (Ratufa affinis) та чорновуху білку (Nannosciurus melanotis).
Затоплювані ліси і луки є важливим середовищем існування для багатьох водоплавних та коловодних птахів, таких як суматранські чаплі (Ardea sumatrana), мангрові чаплі (Butorides striata), руді бугайчики (Ixobrychus cinnamomeus), сіроногі погоничі (Rallina eurizonoides), індійські свистачі (Dendrocygna javanica), індійські чирянки-крихітки (Nettapus coromandelianus), білоголові качки (Asarcornis scutulata), яванські марабу (Leptoptilos javanicus), а також дуже рідкісні малазійські лелеки (Ciconia stormi) та білі лелеки-тантали (Mycteria cinerea). Герпетофауна екорегіону включає гребінчастих крокодилів (Crocodylus porosus), гавіалових крокодилів (Tomistoma schlegelii) та смугастих варанів (Varanus salvator).

## Збереження
Затоплювані ліси екорегіону значно постраждали внаслідок масштабної вирубки, розчищення, осушення боліт та перетворення їх на сільськогосподарські угіддя, оскільки родючі алювіальні ґрунти придатні для землеробства. Природний рослинний покрив зберігся лише на одній п'ятій частині регіону. Основною загрозою для збереження природи екорегіону є подальша вирубка лісів.
Оцінка 2017 року показала, що 235 км², або 2 % екорегіону, є заповідними територіями. Природоохоронні території включають Національний парк Вей-Камбас та Природний заповідник Гіам-Дурі.